# Kinghorn
Kinghorn, in Gaelico scozzese: Ceann Gronna) è una città del Fife, Scozia, Regno Unito, con una popolazione, secondo il censimento del 2001, di 2.835 abitanti. Si trova 3 km a sud di Kirkcaldy, sulla sponda nord del Firth of Forth di fronte a Edimburgo.
Nota come il sito dove morì Alessandro III di Scozia, si trova sul circuito costiero del Fife che va da North Queensferry a Newport-on-Tay.